# Maxime Poundjé
Maxime Poundjé (Bordeaux, 16 de agosto de 1992) é um futebolista profissional francês que atua como defensor. Atualmente defende o Bordeaux.

## Carreira
Maxime Poundjé começou a carreira no Bordeaux.